# آيت فالاس (آيت وادريم)
آيت فالاس هي إحدى مشيخات المملكة المغربية، تتبع جغرافيا لإقليم شتوكة آيت باها وإداريًا لآيت وادريم. يقدر عدد سكانها بـ 1882 نسمة حسب الإحصاء الرسمي للسكان والسكنى لسنة 2004.